# المدرسة الكاملية (القدس)
المدرسة الكاملية هي إحدى المدارس الإسلامية التاريخية الواقعة في البلدة القديمة بمدينة القدس، وتحديدًا على طريق باب حطة شمال المدرسة الكريمية. تُعد هذه المدرسة من المعالم المعمارية والتعليمية البارزة التي تعكس تطور الحركة العلمية والدينية في القدس خلال العهد المملوكي. وقد حظيت المدرسة باهتمام خاص من قبل العلماء والمؤرخين لما تمثّله من شاهد على نمط العمارة الإسلامية التعليمية في فلسطين.

## التاريخ والنشأة
تأسست المدرسة الكاملية في عام 816 هـ (1413 م) على يد الحاج كامل الطرابلسي، أحد وجهاء المدينة في العصر المملوكي، الذي قام بوقفها بغرض خدمة طلاب العلم وتدريس علوم الشريعة. وقد أظهرت الوثائق الوقفية رغبة المؤسس في إنشاء مؤسسة تعليمية تكون وقفًا دائمًا لخدمة المجتمع المقدسي.

## الدور التعليمي والديني
أُنشئت المدرسة الكاملية لتدريس الفقه الإسلامي، لاسيما المذهب الشافعي، إلى جانب علوم الحديث والتفسير والنحو. وقد استقطبت على مر العصور عددًا من العلماء المعروفين في المدينة، وساهمت في تكوين نخب دينية مؤثرة. وتُعدّ هذه المدرسة إحدى الحلقات في سلسلة طويلة من المدارس الوقفية التي حافظت على استمرارية التعليم الديني في المدينة القديمة.

## الترميم والحفاظ
شهدت المدرسة الكاملية أعمال ترميم متكررة خلال العقود الأخيرة، خصوصًا في ظل ما تواجهه المعالم الإسلامية في القدس من تحديات تهويدية. وقد ساهمت دائرة الأوقاف الإسلامية وجهات عربية وإسلامية في تمويل عمليات الترميم لإعادة الوظيفة الثقافية والمعمارية للمكان. ولا تزال المدرسة تشكل جزءًا من الهوية المعمارية والثقافية للبلدة القديمة، وتُستخدم اليوم في بعض النشاطات المجتمعية والدينية.